# Jamaikanische Badmintonmeisterschaft 1985
Die Jamaikanische Badmintonmeisterschaft 1985 fand vom 5. bis zum 7. Oktober 1985 im Constant Spring Golf and Country Club in Kingston statt. Es war die 38. Austragung der nationalen Titelkämpfe im Badminton von Jamaika.

## Sieger und Finalisten
| Disziplin    | Gold                    | Silber                          |
| ------------ | ----------------------- | ------------------------------- |
| Herreneinzel | Garth King              | Tommy Lee                       |
| Dameneinzel  | Maria Leyow             | Juanita Moore                   |
| Herrendoppel | Garth King Sammy Leyow  | Tommy Lee Llewelyn Yap          |
| Damendoppel  | Carol Leyow Maria Leyow | Camille Lue Jackie Beckford     |
| Mixed        | Garth King Maria Leyow  | Andrew Wiltshire Debra O’Connor |